# كامبتون (بيدفوردشير)
كامبتون (بالإنجليزية: Campton, Bedfordshire)‏ هي قرية تقع في المملكة المتحدة في شرق انجلترا.